# 42 – Die Antwort auf fast alles
42 – Die Antwort auf fast alles ist ein populärwissenschaftliches Magazin auf arte.

## Beschreibung
Die Sendung wurde erstmalig 2021 ausgestrahlt und hat 167 Folgen im Umfang von jeweils ca. 20–30 Minuten. Die deutsche Fassung wurde anfangs von Nora Tschirner erzählt, aber inzwischen sprachen unter anderem auch Jella Haase, Sibel Kekilli und Jördis Triebel. Die Serie ist der Nachfolger der Wissenssendung Xenius, produziert von BR, hr und NDR in Zusammenarbeit mit dem Produktionsunternehmen mobyDOK.
Die Serie ist auf die Plattform arte.tv und den deutschen und französischen ARTE-Kanal auf YouTube zugeschnitten. Geplant, um die Angebote auf den Streamingkanälen zu erweitern, wurden in den ersten neun Monaten auf YouTube rund 20 Millionen Videoabrufe erreicht.
Der Name der Sendung ist eine Anspielung auf die Antwort „42“, die im Roman Per Anhalter durch die Galaxis von Douglas Adams vom Supercomputer Deep Thought auf die Frage nach dem Sinn des Lebens („endgültige Frage nach dem Leben, dem Universum und dem ganzen Rest“, englisch „Ultimate Question of Life, the Universe, and Everything“) gestellt wurde.

## Rezeption
Der Tagesspiegel bescheinigt der Wissenssendung „Neugierde, gepaart mit der Expertise wechselnder Wissenschaftler“ und verortet sie zwischen der Sendung mit der Maus und Terra X. Die Episode Können Algen Leben retten? von Regisseurin Jenny von Sperber wurde mit dem UMSICHT-Wissenschaftspreis ausgezeichnet. Dieser wird verliehen vom Förderverein des Fraunhofer-Instituts für Umwelt-, Sicherheits- und Energietechnik.